# Ebenfurth
Ebenfurth – miasto w Austrii, w kraju związkowym Dolna Austria, w powiecie Wiener Neustadt-Land. Według Austriackiego Urzędu Statystycznego liczyło 2 898 mieszkańców (1 stycznia 2014).